# Hironori Nagamine
Hironori Nagamine (født 12. maj 1973) er en tidligere japansk fodboldspiller.
Han har spillet for flere forskellige klubber i sin karriere, herunder Kyoto Purple Sanga.